# 亞歷山德里夫卡 (奧布希夫區)
49°41′27″N 30°46′26″E / 49.69083°N 30.77389°E
亞歷山德里夫卡（烏克蘭語：Олександрівка）是位於烏克蘭北部的村莊，由基辅州奧布希夫區的米羅尼夫卡市鎮負責管轄。該村始建於1780年，面積33.2平方公里，海拔高度136米，2001年人口613，人口密度每平方公里18.5人。